# Eonycteris
Eonycteris é um gênero de morcegos da família Pteropodidae. Pode ser encontrado na Ásia. São os únicos membros da tribo Eonycterini.

## Espécies
As espécies deste gênero são:
- Eonycteris major Andersen, 1910
- Eonycteris robusta Miller, 1913
- Eonycteris spelaea (Dobson, 1871)